# Malimbosa lamperti
Malimbosa lamperti är en spindelart som först beskrevs av Embrik Strand 1906.  Malimbosa lamperti ingår i släktet Malimbosa och familjen vargspindlar. Inga underarter finns listade i Catalogue of Life.